# 拉瓦尼奥
拉瓦尼奥（義大利語：Lavagno），是意大利威尼托大区维罗纳省的一个市镇。总面积14.65平方公里，人口7870人，人口密度537.2人/平方公里（2009年）。国家统计（ISTAT）代码为023042。